# Stefan Mau (Rugbyspieler)
Stefan Mau (* 12. Februar 1989 in Magdeburg) ist ein deutscher Rugby-Union-Spieler, Lehrer und ehemaliger Kanute. Mau ist Nationalspieler in der deutschen Rugby-Union-Nationalmannschaft.

## Werdegang
Mau wuchs in seiner Heimatstadt auf und besuchte das dortige Sportgymnasium. Er war in der Jugend aktiver Kanute zunächst beim Kanu-Klub Börde Magdeburg und anschließend beim SC Magdeburg.

### Verein
2008 kam er zum Rugby, als er der von seinem älteren Bruder Eric Mau neu gegründeten Sportgruppe Rugby Legion MMVIII Magdeburg beitrat. Zum Studium an der Universität Kassel wechselte Mau 2009 zum SC Germania List, mit dem er zunächst in der 2., später 1. Bundesliga spielte. Weiterhin trainierte er seinerseits eine Studentensportgruppe an der Hochschule. Im Verein Germania List stieg Stefan Mau schnell zum Führungsspieler und weiter zum Kapitän auf. Bei Germania spielt Mau in der Saison 2017/18 in der dritten Sturmreihe.

### Nationalmannschaft
Am 25. November 2017 spielte Mau das erste Mal in der deutschen Nationalmannschaft. Deutschland verlor das Freundschaftsspiel in Offenbach 10:32 gegen Chile. Zu seinem zweiten Einsatz kam er am 10. Februar 2018 im Spiel gegen Rumänien in Cluj (85:6 für Rumänien) im Rahmen des European Nations Cup. Mau war erstmals in der Startformation und spielte auf der Spielposition 5 in der zweiten Reihe. Am 17. Februar 2018 spielte er ein drittes Mal für Deutschland. Gegen Georgien verlor die Auswahl des Deutschen Rugby-Verbands in Offenbach 0:64. Zwei Wochen später, am 3. März 2018, lief Stefan Mau in Brüssel beim 69:15-Sieg Belgiens ein viertes Mal im deutschen Nationalmannschaftstrikot auf. Am 19. März 2018 kam er bei der 3:57-Niederlage gegen Russland in Köln zu seinem fünften Länderspieleinsatz.